# Currawarna
Currawarna är en ort i Australien. Den ligger i kommunen Wagga Wagga och delstaten New South Wales, i den sydöstra delen av landet, omkring 400 kilometer väster om delstatshuvudstaden Sydney.
Runt Currawarna är det glesbefolkat, med 12 invånare per kvadratkilometer.. Närmaste större samhälle är Euberta, omkring 13 kilometer sydost om Currawarna.
Trakten runt Currawarna består till största delen av jordbruksmark. Genomsnittlig årsnederbörd är 716 millimeter. Den regnigaste månaden är mars, med i genomsnitt 99 mm nederbörd, och den torraste är oktober, med 32 mm nederbörd.